# Ла-Шапель-Сен-Марсьяль
Ла-Шапе́ль-Сен-Марсья́ль (фр. La Chapelle-Saint-Martial, окс. La Chapela Sent Marçau) — коммуна во Франции, находится в регионе Лимузен. Департамент коммуны — Крёз. Входит в состав кантона Понтарьон. Округ коммуны — Гере.
Код INSEE коммуны — 23051.

## Население
Население коммуны на 2010 год составляло 86 человек.
| 1962 | 1968 | 1975 | 1982 | 1990 | 1999 | 2010 |
| ---- | ---- | ---- | ---- | ---- | ---- | ---- |
| 169  | 162  | 128  | 96   | 94   | 92   | 86   |

## Экономика
В 2010 году среди 48 человек трудоспособного возраста (15—64 лет) 34 были экономически активными, 14 — неактивными (показатель активности — 70,8 %, в 1999 году было 61,2 %). Из 34 активных жителей работали 33 человека (20 мужчин и 13 женщин), безработной была 1 женщина. Среди 14 неактивных 7 человек были учениками или студентами, 5 — пенсионерами, 2 были неактивными по другим причинам.